# Grzegorz Kwiatkowski
Grzegorz Kwiatkowski, poljski pesnik, glasbenik, aktivist in raziskovalec, * 1984, Gdansk, Poljska.
Ukvarja se s temami, ki so povezane z zgodovino, spominom in etiko. Je član psihedelične rock skupine Trupa Trupa. Kot aktivist se Kwiatkowski posveča ohranjanju judovske dediščine na Poljskem.

## Izbrane publikacije
- 2022. Žetev. Ljubljana: Ljubljana : Založba ZRC. 39 str. (COBISS)
- 2024. Brez orkestra. Ljubljana: Ljubljana : Založba ZRC. 73 str. (COBISS)